# I’m Alive
I’m Alive (zu deutsch: „Ich lebe“) ist ein Lied der albanischen Sängerin Elhaida Dani. Es wurde von den Komponisten Arbër Elshani und Kristijan Lekaj (Zzap’n’Chriss) geschrieben. Der englische Text stammt von Lindita Halimi, der albanische von Sokol Marsi. Das Lied wurde am 15. März 2015 als albanischer Beitrag für den Eurovision Song Contest 2015 in Wien, Österreich, präsentiert.

## Vorgeschichte
Zwar hatte die Sängerin Elhaida Dani das Festivali i Këngës 2015, den albanischen Vorentscheid für den Eurovision Song Contest, mit der Ballade Diell gewonnen, jedoch wollte der albanische Fernsehsender RTSH das Lied ins Englische umschreiben. Da der Komponist Aldo Shllaku hiermit nicht einverstanden war, musste man ein anderes Lied für den ESC auswählen. Man entschied sich für das Lied I’m Alive.

## Komposition
Das Lied wurde von den albanischen Komponisten Arbër Elshani und Kristijan Lekaj, die unter dem Namen Zzap’n’Chriss bekannt sind, geschrieben. Sie gaben an, für die Erstellung des Liedes lediglich drei Tage gebraucht zu haben. Später wurde der Song noch einmal von mazedonischen Songwriter Darko Dimitrov überarbeitet.
Der albanische Text des Liedes wurde von Sokol Marsi geschrieben, die englische Version stammt von Lindita Halimi, die ebenfalls am Festivali i Këngës 2015 teilnahm und dabei dritte wurde.

## Musikvideo

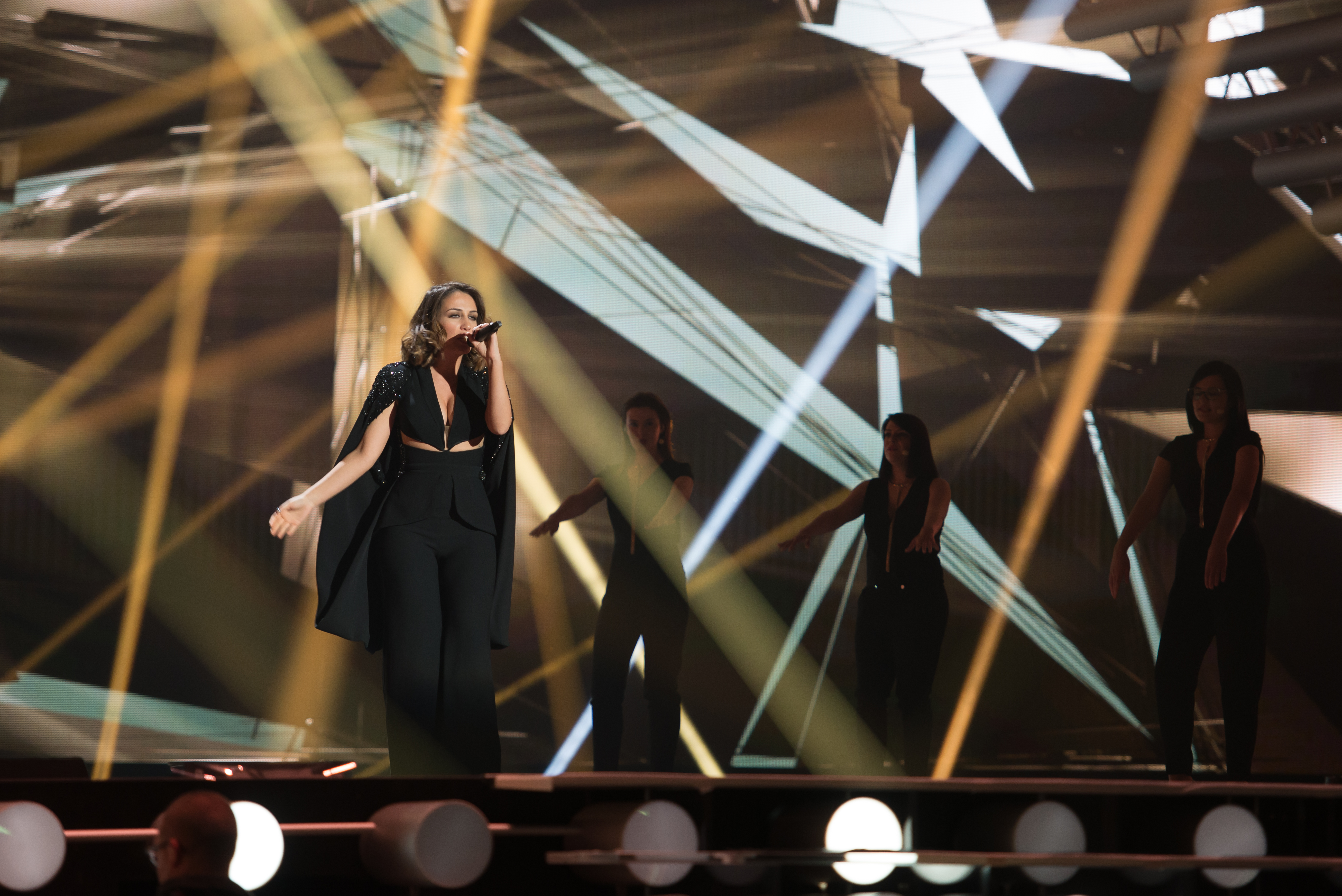
Elhaida Dani beim ESC 2015

Im Musikvideo des Liedes geht es laut den Produzenten von ProVideo um starke Frauen. Dies wird dadurch präsentiert, dass im Video Frauen gezeigt werden, die einen typisch männlichen Beruf, beispielsweise den eines Feuerwehrmanns, ausüben. Das Video erzählt ebenfalls die Geschichte einer jungen Frau, die auf ihre große Liebe wartet, von der sie überzeugt ist, dass sie kommen werde.
Die albanische Version wurde inklusive eines neuen Musikvideos am 2. Mai 2015 auf dem YouTube-Kanal des Eurovision Song Contests veröffentlicht.

## Eurovision Song Contest
Elhaida Dani trat mit dem Lied beim Eurovision Song Contest im ersten Halbfinale an Startplatz 14 auf und konnte sich für das Finale qualifizieren, wo sie auf Platz 17 landete.